# Hans-Günter Diegel
Hans-Günter Diegel (* 26. November 1936) ist ein ehemaliger deutscher Fußballspieler, welcher in der Oberliga West von 1957 bis 1963 als Aktiver der Vereine Westfalia Herne und SC Viktoria Köln 63 Spiele bestritten und dabei ein Tor erzielt hat.

## Laufbahn

### Erster Anlauf, bis 1961
Zur Runde 1957/58 kam von Sportfreunde Wanne-Eickel der 20-jährige Amateurfußballer Hans-Günter Diegel als Neuzugang zum West-Oberligisten Westfalia Herne. Trainer Fritz Langner setzte das Defensivtalent sofort in den ersten drei Rundenspielen im August 1957 gegen Aachen, 1. FC Köln und Preußen Münster ein. Die Punkteausbeute war mit 1:5 Zählern bescheiden, so dass es beim vierten Einsatz am 6. Oktober beim 3:1-Heimsieg gegen Hamborn 07 für Diegel blieb. Da er nicht mehr für die Oberligamannschaft berücksichtigt wurde, ging Diegel wieder in das Amateurlager zurück und schloss sich dem TB 54 Eickel an. In der Runde 1960/61 feierte der Mittelläufer mit dem TB die Meisterschaft in der Landesliga und den Aufstieg in die Verbandsliga Westfalen. Am 1. Juni 1961 debütierte er in der Fußballnationalmannschaft der Amateure beim Länderspiel in Oberhausen gegen Holland. Im einzigen Länderspiel der DFB-Amateure im Jahr 1961 gelang der deutschen Mannschaft ein 5:3-Erfolg. Die Läuferreihe setzte sich dabei mit Dagmar Drewes, Diegel und Horst Kunzmann zusammen. Jetzt war auch wieder die Oberliga auf Diegel aufmerksam geworden und er nahm zur Runde 1961/62 das Angebot von Viktoria Köln an und wechselte in die Domstadt am Rhein.

### Viktoria Köln, 1961 bis 1964
Trainer Hennes Weisweiler brachte den Neuzugang aus Eickel sofort am ersten Spieltag der Runde 1961/62, am 6. August 1961, beim Auswärtsspiel gegen Schwarz-Weiß Essen als Mittelläufer zum Einsatz. Das Start ging mit 0:3 Toren verloren, daran konnten auch die Mitspieler Günther Klemm (Torhüter) und die weiteren Abwehrspieler Gero Bisanz, Werner Maes und Dieter Nasdalla nichts ändern. Weisweiler brachte Diegel in 29 Spielen zum Einsatz und belegte mit SC Viktoria 04 bei einem Zuschauerschnitt von 9111 den zehnten Rang in der Oberliga West. In beiden Derbys gegen den 1. FC Köln, am 10. September 1961 und am 13. Januar 1962, konnte die von Diegel dirigierte Viktoria-Abwehr den Angriffswirbel der „Geißböcke“ nicht wirksam stoppen. Beide Spiele wurden deutlich mit 0:5 bzw. 0:4 Toren verloren und Diegel und seine Kollegen fanden keine Mittel gegen Karl-Heinz Thielen, Hans Schäfer, Christian Müller und Ernst-Günter Habig. Im letzten Jahr der Oberligen, 1962/63, waren die Derbys gegen den 1. FC zwar wesentlich knapper – 1:2- bzw. 0:2-Niederlagen – aber das Ziel unter die ersten Fünf der Tabelle zu kommen, um sich damit für die Fußball-Bundesliga ab der Serie 1963/64 zu qualifizieren, konnte nicht verwirklicht werden. Diegel bestritt in dieser Runde alle 30 Spiele und Viktoria belegte mit den meisten Treffern – 81 Tore erzielte der Sturm mit Carl-Heinz Rühl, Horst Hülß, Klaus Matischak, Jürgen Schult und Willibert Kremer – den achten Rang in der Oberliga West. Im Oktober 1962 konnte sich Mittelläufer Diegel in den Spielen im Messe-Cup gegen Ferencvaros Budapest mit Mittelstürmer Flórián Albert messen. Die Ungarn setzten sich nach der knappen 3:4-Hinspielniederlage im Heimspiel klar mit 4:1 Toren durch.
Im ersten Jahr Fußball-Regionalliga 1963/64, vertraute Trainer Weisweiler die Position des Mittelläufers dem Nachwuchsspieler Ferdinand Heidkamp an. Hans-Günter Diegel bestritt lediglich die zwei ersten Rundenspiele im August 1963 gegen den Wuppertaler SV und Marl-Hüls als rechter Verteidiger und beendete danach seine höherklassige Laufbahn.